# Daniela Maier
Daniela Maier (4 maart 1996) is een Duitse freestyleskiester.

## Carrière
Bij haar wereldbekerdebuut, op 5 december 2015 in Montafon, scoorde Maier direct wereldbekerpunten. Op 20 december 2015 behaalde de Duitse in Innichen haar eerste toptienklassering in een wereldbekerwedstrijd. In december 2016 stond ze in Val Thorens voor de eerste maal in haar carrière op het podium van een wereldbekerwedstrijd.
Op de wereldkampioenschappen freestyleskiën 2019 in Park City eindigde Maier als elfde op de skicross.

## Resultaten

### Wereldkampioenschappen
| Jaar | Plaats    | Resultaten   |
| ---- | --------- | ------------ |
| 2019 | Park City | 11e Skicross |

### Wereldbeker
Eindklasseringen
| Seizoen   | Algm | SX  |
| --------- | ---- | --- |
| 2015/2016 | 69e  | 17e |
| 2016/2017 | 55e  | 13e |
| 2018/2019 | 58e  | 13e |
| 2019/2020 | 28e  | 7e  |